# Aina Westin
Aina Viola Hillevi Westin, född Linde 3 maj 1927 i Sankt Johannes församling i Malmö, död 11 december 2010 i Sundbyberg, var en svensk politiker (socialdemokrat) och riksdagsledamot 1982–1992.
Westin var suppleant i socialförsäkringsutskottet 1988–1991 och i valberedningen 1988–1991.